# سلسلة جبال غدر
سلسلة جبال غُدَر أو جبال غُدَر هي سلسلة جبال في غدر وجبل عمرو في منطقة بلنسية في إسبانيا . أعلى نقطة في النطاق هي Peñarroya (2،019 م).